# 스피어 게이밍
스피어 게이밍(Spear Gaming)은 대한민국의 레인보우 식스 시즈, 발로란트 프로게임단으로 과거에는 배틀그라운드와 리그 오브 레전드, 에이펙스 레전드 프로게임단을 운영했으며 LoL팀은 현재 아마추어팀으로 운영되고 있다.

## 역사
2019년 '어벤저스'라는 이름으로 창단하였고 이후 2020년 6월 16일 스피어 게이밍에서 어썸 스피어로 팀명을 변경했다. 그리고 리그 오브 레전드 챌린저스 코리아의 마지막 시즌인 CK 서머 2020 결승전에서 정규시즌 1위팀인 진에어 그린윙스를 3-0으로 잡아내며 창단 1년 5개월만에 처음이자 마지막 챌린저스 우승 트로피를 들어올렸지만 LCK 프랜차이즈 최종 심사에서 탈락의 고배를 마시면서 챌린저스 서머 2020을 끝으로 LoL 프로게임단은 창단 1년여만에 해체가 확정된 뒤 팀명도 스피어 게이밍으로 다시 복귀했다. 이후 동년 12월 6일까지 어썸 스피어 아카데미팀이라는 이름으로 LCK 아카데미 시리즈에 참가했고 현재는 아마추어팀으로 전환하여 그 명맥을 이어가고 있으며 2021년 1월 20일 스피어 게이밍 레인보우 식스 시즈 프로게임단이 재창단된데 이어 발로란트 프로게임단까지 동시에 창단되었다.

## 주요 성적

### 리그 오브 레전드
주요 대회 우승 2회

#### 프로팀
- 제닉스 리그 오브 레전드 챌린저스 코리아 서머 2019 6위
- 2019 LoL KeSPA컵 울산 8강
- 리그 오브 레전드 챌린저스 코리아 스프링 2020 3위
- 리그 오브 레전드 챌린저스 코리아 서머 2020 우승

#### 아마추어팀
- LCK 아카데미 시리즈 2020 8월 대회 8강
- LCK 아카데미 시리즈 2020 9월 대회 4강
- LCK 아카데미 시리즈 2020 10월 대회 4강
- LCK 아카데미 시리즈 2020 11월 대회 4강
- LCK 아카데미 시리즈 2020 챔피언십 5위
- LCK 아카데미 시리즈 2021 2월 대회 우승
- LCK 아카데미 시리즈 2021 3월 대회 16강

### 발로란트
- 레인보우 식스 시즈 코리안 트라이얼 윈터 2020 우승

### 배틀그라운드
- 2019 인텔 PUBG 코리아 컨텐더스 페이즈 1 오픈슬롯 A조 3위
- 2019 인텔 PUBG 코리아 컨텐더스 페이즈 1 10위
- 2019 인텔 PUBG 코리아 컨텐더스 페이즈 2 12위
- 2019 핫식스 PUBG 코리아 컨텐더스 페이즈 3 오픈슬롯 4위
- 2019 인텔 PUBG 코리아 컨텐더스 페이즈 3 4위

## 소속 선수

### 레인보우 식스 시즈
- 코치 : WATB(이재덕)

| 이름   | 아이디   |
| ------ | -------- |
| 박주완 | Mephi    |
| 차원일 | iLeven   |
| 최민호 | Crazyboy |
| 임승환 | saeyeora |
| 구민성 | Royboy   |
| 황교민 | NL       |

### 발로란트
- 코치 : 이도훈

| 이름   | 아이디  | 비고 |
| ------ | ------- | ---- |
| 김하늘 | Haneul  |      |
| 박수진 | yamzzi  |      |
| 이지안 | ZIAN    |      |
| 원유진 | Healing |      |
| 정서은 | SeoeuN  |      |

## 우승 기록
- 리그 오브 레전드 챌린저스 코리아 서머 2020
- LCK 아카데미 시리즈 2021 2월 대회
- 레인보우 식스 시즈 코리안 트라이얼 윈터 2020